# 沒有季節的城市
《沒有季節的城市》為Disney+於2023年8月9日上線的原創日本劇集，故事改編自山本周五郎的同名小說，由宮藤官九郎執導和編劇，池松壯亮主演。該劇講述一名失去希望的年輕人與臨時住宅居民們的日常點滴。
該劇於2024年4月6日在東京電視台「電視劇25」時段播映。

## 劇情
一名遭遇毀滅性災害而失去希望的年輕人，在搬到一座與眾不同的城市後，他逐漸打開塵封已久的心房，不只與當地居民建立了深刻的情感，更愛上了這座城市。

## 演員

### 主要角色
- 池松壯亮 飾演 半助[1]
- 仲野太賀 飾演 辰也[1]
- 渡邊大知 飾演 岡部[1]

### 其他角色
- 坂井真紀 飾演 辰也的母親[4]
- YOUNG DAIS 飾演 慎吾[4]
- 三浦透子 飾演 克子[4]
- 廣岡由里子 飾演 克子的伯母[4]
- 岩松了 飾演 克子的伯父[4]
- 濱田岳 飾演 阿六[4]
- 片桐入 飾演 阿六的母親[4]
- 孟加拉 飾演 丹羽先生[4]
- 增子直純 飾演 益夫[4]
- 荒川良良 飾演 初太郎[4]
- 高橋瑪莉潤 飾演 光代[4]
- MEGUMI 飾演 良江[4]
- 前田敦子 飾演 美沙緒[4]
- 塚地武雅 飾演 良太郎[4]
- 藤井隆 飾演 島先生[4]
- LiLiCo 飾演 島先生的妻子[4]
- 又吉直樹 飾演 無家可歸的父親[4]
- 大澤一菜 飾演 無家可歸的兒子[4]
- 鶴見辰吾 飾演 三木本[4]
- 奥野瑛太 飾演 阿熊[4]
- 佐津川愛美 飾演 半助的前女友[4]
- 培根 飾演 阿虎[5]
- 皆川猿時 飾演 擬人化樣子的阿虎[5]

## 集數
| 集數 | 標題 | 譯名           | 上線日期     | 長度   |
| --- | ---- | -------------- | ------------ | ------ |
| 1 |      | 前往城市的電車 | 2023年8月9日 | 29分鐘 |
| 距離被稱作“納尼”的嚴重災害已過了12年。暱稱為“短褲半助”的田中新助和寵物貓阿虎來到一座臨時城市。他接受三木本的委託，接下報告當地居民生活情況的工作，而半助第一個遇到的是「隱形電車」駕駛員阿六。                                                                   |      |                |              |        |
| 2 |      | 孝親           | 2023年8月9日 | 26分鐘 |
| 名為與田辰也的青年在“納尼”災害發生時喪父，之後便照顧著母親及弟妹的生活。有天混黑幫的哥哥慎吾回來找家人，對辰也而言慎吾是個只在危急時才回家討錢的瘟神，但母親阿忍卻對慎吾百般溺愛，每次都會將所有錢交給他。於是辰也打算想盡辦法將哥哥趕走。                       |      |                |              |        |
| 3 |      | 半助與貓       | 2023年8月9日 | 26分鐘 |
| 半助因為不知道該向三木本報告關於居民的什麼事情而陷入煩惱，於是開始記錄起寵物貓阿虎悠閒自在的生活，接著他決定了下一個觀察目標，那就是在臨時住宅外以紙箱搭建屋子居住的一對流浪漢父子。半助向三木本報告這兩人的近況，沒想到卻引發始料未及的事態。                   |      |                |              |        |
| 4 |      | 牧歌調         | 2023年8月9日 | 26分鐘 |
| 在益夫和初太郎的介紹下，半助開始了臨時工的兼職。益夫和初太郎彼此互稱「大哥」、「阿初」，每晚都是喝通宵後，才各自回到妻子光代、良江等待的家中。某天晚上爛醉如泥的兩人竟搞錯彼此的住家和妻子。                                                                     |      |                |              |        |
| 5 |      | 我的妻子       | 2023年8月9日 | 26分鐘 |
| 島先生帶著妻子來到這座城市，穿著西服的島先生經常將名片發給周遭，總是面帶笑容，妻子則打扮得很有個性。雖然青年部的三人對於聲稱是自願來到這城市的島先生抱有戒心，但辰也想開咖啡廳的夢想被島先生認可後，便進入他的公司工作。在某天晚上，島先生邀辰也到家中共進晚餐。 |      |                |              |        |
| 6 |      | 有泳池的家     | 2023年8月9日 | 26分鐘 |
| 流浪漢父子住在廢物堆棄場的汽車中。父親據說是從大學畢業的菁英分子，而他的兒子顯得相當成熟，兩人總像是在演戲般地談論著「理想的家」。與此同時，在島先生的公司工作的辰也正為了建設「理想咖啡廳」的夢想而計畫舉辦住戶說明會。而在某天，城市裡發生了一起事件。         |      |                |              |        |
| 7 |      | 油豆腐 前篇    | 2023年8月9日 | 26分鐘 |
| 克子曾被拋棄自己的母親批評像是被壓扁的油豆腐。即使她被城市裡的居民輕蔑是「現實版窮人」，她每天仍默默地做著家庭代工，養活伯父與伯母。很喜歡克子的岡部為了買生日禮物送她，便邀半助等人在城市購物，然而半助卻碰巧和以前的情人永田再度相遇。                         |      |                |              |        |
| 8 |      | 油豆腐 後篇    | 2023年8月9日 | 26分鐘 |
| 和半助縮短距離的永田變得會進出他家，雖然城市裡的居民對此想入非非，但半助對丹羽先生表明自己曾對永田做出過分的事。此時出院後身體狀況好轉的妙子在去澡堂時，注意到克子的某個異狀。                                                                                   |      |                |              |        |
| 9 |      | 丹羽先生       | 2023年8月9日 | 26分鐘 |
| 這座城市裡最年長的丹羽先生人品高尚，大家都會找他發牢騷與尋求建議。遭家人拋下，被迫擔任將居民趕出住處的幫手後，辰也對人生感到悲觀，他對丹羽先生說會在今晚跳軌，然而對方卻提議了一件驚人的事情。                                                                   |      |                |              |        |
| 10 |      | 老爸           | 2023年8月9日 | 29分鐘 |
| 挖土機進入了城市，臨時住宅遭拆除的日子逐漸逼近。經協議同意搬離的居民慢慢增加，接著這座城市存在的最後一天終於到來。在惜別會上，克子被良太郎的孩子叫了出去，見到驚人的一幕。半助與阿六大鬧一通、克子狂笑不止。沒有季節的城市究竟會變得如何？                       |      |                |              |        |

## 製作

### 發展
2023年5月11日，Disney+宣佈原創日本劇集《沒有季節的城市》定檔於同年8月9日上線。該劇是改編自日本小說家山本周五郎於1962年在朝日新聞連載的同名小說，由編劇宮藤官九郎企劃、執導和撰寫劇本，而該劇是宮藤官九郎在創作生涯中最想改編的作品，也是醞釀三十多年的創作，他在20歲時因閱讀了原作小說及1970年由導演黑澤明改編、執導的電影《電車狂》後，對於小說再度改編成電視劇的企劃感到興趣，將故事的時空背景搬到現代，並以一個臨時住宅的小鎮為舞台。該劇亦邀請了導演橫濱聰子、渡邊直樹共同執導，作曲家大友良英負責配樂，近藤龍人擔任攝影指導。同月23日，該劇宣佈第一波演員陣容，由池松壯亮領銜主演，仲野太賀 、渡邊大知聯合主演。同年6月15日，該劇宣佈第二波演員陣容，包括坂井真紀、YOUNG DAIS、三浦透子、濱田岳、孟加拉等，共二十多位演員將出現於劇中。同年7月20日，該劇宣佈第三波演員陣容，由貓明星「培根」飾演主人公半助的寵物貓「阿虎」，而擬人化樣子的「阿虎」由演員皆川猿時飾演。

### 拍攝
主體拍攝於2022年12月開始，拍攝期長達兩個半月，主要在茨城縣拍攝，包括行方、水戶和土浦等城市或鄉村，而劇中臨時住宅的拍攝場景位於茨城縣的一所廢棄小學。

## 發行
該劇於2023年8月9日在串流平台Disney+獨家上線，共10集，當天釋出所有集數。於2024年4月6日（5日深夜）起在東京電視台「電視劇25」時段播出。

## 外部連結
- 官方网站（日語）
- 【電視劇25】沒有季節的城市｜東京電視台 （页面存档备份，存于）（日語）
- 互联网电影数据库（IMDb）上《沒有季節的城市》的资料（英文）
- 豆瓣电影上《沒有季節的城市》的資料 （简体中文）
- 在Disney+上觀看《沒有季節的城市》

| 日本 東京電視台 電視劇25                | 日本 東京電視台 電視劇25                | 日本 東京電視台 電視劇25 |
| --------------------------------------- | --------------------------------------- | ------------------------ |
|                                         | 沒有季節的城市 （2024年4月6日－6月8日） |                          |
| 現在開始直播 （2024年3月9日 - 3月30日） | 晚酌的流派3 （2024年6月29日－9月21日）  |                          |